# Сражение при Франкавилле
Сражение при Франкавилле (исп. Batalla de Francavilla) — сражение, состоявшееся 20—22 июня 1719 года у сицилийской деревни Франкавилла, между испанскими и австрийскими войсками в ходе Войны четверного альянса. Несмотря на поражение, австрийцы удержали инициативу в ходе кампании.

## Предыстория
Испанский король Филипп V в 1715 году сочетался браком с Елизаветой Пармской, которая, уже имея 3 пасынков, решилась приобрести для своего первого сына дона Карлоса корону в Италии. В 1717 году испанцы завоевали Сардинию, принадлежавшую тогда Австрии, а в 1718 году — Сицилию, подвластную Савойскому дому. Вследствие этого английский флот перевез на Сицилию 6000 австрийцев в помощь пьемонтцам, которые были усилены в следующем году ещё 15 000 имперцев. Испанцы (14 000 человек) под предводительством маркиза де Леде с 20 октября 1718 года осаждали крепость Милаццо (10 000 человек), в которой командовал имперский генерал-фельдцейхмейстер барон Цумюнген. Генерал от кавалерии граф Мерси подоспел с 15 000 человек и заставил испанцев 27 мая 1719 года снять осаду. Маркиз де Леде, снабдив Мессину сильным гарнизоном, занял известные ещё с древности своей неприступностью франкавильский лагерь, который сверх того укрепил шанцами. Его силы составляли порядка 29 000 человек. Несмотря на это, австрийский полководец, располагая 21 000 человек, решился напасть на неприятеля.

## Сражение
Мерси был мужествен, но недостаточно хладнокровен. Он оставил часть войска в Милаццо и повел свой корпус против испанцев. При виде неприятеля имперские войска выстроились в боевой порядок. Генерал Валлис командовал передовым отрядом, состоявшим из 19 гренадерских рот. Цумюнген командовал 1-й колонной, фельдмаршал-лейтенант Зекендорф — 2-й. Но они только на следующий день прибыли к Франкавилле и убедились в силе неприятельской позиции. Правое крыло испанцев упиралось к форту и речке Фиумаре, в центре, перед фронтом, находился хорошо укрепленный монастырь, левый фланг был обеспечен скалами и виноградниками, окруженными стенами. Лежащие перед правым крылом высоты были заняты двумя пехотными бригадами и несколькими сотнями вооруженных крестьян. Эти высоты необходимо было отбить у испанцев, прежде чем приступить к атаке их основной линии.
Зекендорф с 10-ю батальонами разогнал крестьян и заставил их отступить в укрепления, после чего бой закипел по всей линии. Между тем граф Мерси перешел через Фиумару и напал на испанцев, но они храбро защищались, и австрийцы после тщетных усилий, сражавшиеся целый день под знойным солнцем, должны были отступить с потерей около 2,5 тысяч человек убитыми и ранеными, в том числе и командующего. Зекендорф в течение ночи оставался на завоеванных высотах. Цумюнген встал на холме по ту сторону Фиумары.
21 июня испанцы стали тревожить австрийский арьергард, но не причинили ему значительного вреда. Около полудня несколько тысяч крестьян с криками напали на Зекендорфа, но с помощью кавалерии были рассеяны и оставили на поле боя несколько сот человек убитыми. 22 июня с наступлением ночи Зекендорф, получив приказ соединиться с армией, отступил за Фиумару. Испанцы снова атаковал арьергард, который отступая в полном порядке отразил нападение.
Граф Мерси, 20 июня раненый в бок, уже в июле опять появился при армии и, несмотря на проигранное сражение, завладел Таорминой, взял город Мессину с замком Гонзага и осадил Мессинскую цитадель.